# Кирил Івков
Кирил Івков (болг. Кирил Ивков; 21 червня 1946, Перник — 24 травня 2025) — болгарський футболіст, що грав на позиції захисника. По завершенні ігрової кар'єри — тренер. Футболіст року в Болгарії (1974 та 1975). Заслужений майстер спорту Болгарії (1973).
Виступав, зокрема, за клуб «Левскі», а також національну збірну Болгарії, у складі якої був срібним призером Олімпійських ігор 1968 року та учасником чемпіонату світу 1974 року.

## Клубна кар'єра
У дорослому футболі дебютував виступами за команду «Металург» (Перник), з якою виступав у другому дивізіоні. У 1965 році він приєднався до іншої команди міста Шахтаря «Миньор», за яку у сезоні 1965/66 провів 33 гри з 1 голом у південній групі Б, а в 1966/67 30 ігор у групі А, дебютувавши таким чином у вищому дивізіоні.
Влітку 1967 року Івков перейшов до столичного «Левскі» і відразу зарекомендував себе як ключовий гравець. Всього він залишався в команді 11 сезонів, маючи 375 ігор з 15 голами (293 гри з 9 голами в групі А, 52 гри з 5 голами у національному кубку і 30 ігор з 1 голом в європейських турнірах). З «Левскі» він став чемпіоном Болгарії в сезонах 1967/68, 1969/70, 1973/74 та 1976/77, а також володарем кубка в 1969/70, 1970/71, 1975/76 та 1976/77. 1973 року Івкову було присвоєно почесне звання Заслужений майстер спорту, а 1974 та 1975 року його визнавали найкращим болгарським футболістом.
У 1978 році Івков перейшов у до «Етира» і став капітаном команди. Він грав у сезоні 1978/79, в якому «фіалки» фінішували 1-ми у Північній групі Б, і влітку 1979 рокузакінчив свою кар'єру у віці 33 років.

## Виступи за збірну
2 жовтня 1968 року дебютував в офіційних матчах у складі національної збірної Болгарії в товариській грі проти Гани, яку болгари виграли 10:0. Матч проходив за кілька днів до початку футбольного турніру на Літніх Олімпійських ігор 1968 року в Мексиці. У ньому Кирил взяв участь у 5 матчах і відзначився голом у грі проти Таїланду (7:0 14 жовтня), а Болгарія вийшла у фінал і виграла срібні медалі. У фінальній грі з угорцями (1:4) Івков заробив червону картку в кінці першого тайму.
Згодом у складі збірної був учасником чемпіонату світу 1974 року у ФРН, де зіграв у всіх трьох матчах Болгарії проти Швеції, Уругваю та Нідерландів, але болгари не виграли жодної гри та не змогли пройти груповий етап.
Загалом протягом кар'єри у національній команді, яка тривала 12 років, провів у її формі 44 матчі, забивши 1 гол.

## Кар'єра тренера
У січні 1980 року, через кілька місяців після закінчення ігрової кар'єри, його призначили помічником тренера національної збірної Болгарії в штабі Атанаса Пиржелова.
У сезоні 1985/86 він був головним тренером «Левскі», вигравши Кубок Болгарії. В подальшому також очолював команди «Осам», «Слівен» та «Спартак» (Варна), а останнім місцем тренерської роботи був клуб «Етир», головним тренером команди якого Кирил Івков був з 1998 по 1999 рік.

## Титули і досягнення

### Як гравця
- Чемпіон Болгарії (4):

«Левскі»: 1967/68, 1969/70, 1973/74, 1976/77
- Володар Кубка Болгарії (4):

«Левскі»: 1969/70, 1970/71, 1975/76, 1976/77
- Срібний олімпійський призер: 1968

### Як тренера
- Володар Кубка Болгарії (1):

«Левскі»: 1985/86

### Індивідуальні
- Футболіст року в Болгарії: 1974, 1975